# Lerum (đô thị)
Đô thị Lerum (Lerums kommun) là một đô thị ở hạt Västra Götaland phía tây Thụy Điển, phía đông Gothenburg. Thủ phủ là thị xã Lerum.
Năm 1969, đô thị này có diện tích như hiện nay khi Lerum cũ được hợp nhất với Skallsjö và Stora Lundby.

## Các trung tâm dân cư
- Floda
- Gråbo
- Lerum (thủ phủ)
- Norsesund (một phần)
- Stenkullen
- Tollered